# Синьодзьоб чорноголовий
Синьодзьо́б чорноголовий (Spermophaga haematina) — вид горобцеподібних птахів родини астрильдових (Estrildidae). Мешкає в Західній і Центральній Африці.

## Опис
Довжина птаха становить 13-14 см. Виду притаманний статевий диморфізм. У самців голова, верхня частина тіла, крила, хвіст, живіт і гузка чорні, місцями блискучі, горло, груди і боки червоні. У самиць обличчя чорнувате або темно-бордове, на животі у них є білі плями. Дзьоб чорнувато-синій з червонуватим кінчиком і краями, біля основи світліший. Очі карі, у самців навколо очей є сині кільця. Лапи тілесно-сірого кольору.

## Підвиди
Виділяють три підвиди:
- S. h. haematina (Vieillot, 1807) — від Сенегалу і Гамбії до Гани;
- S. h. togoensis (Neumann, 1910) — від Того до південного заходу Нігерії;
- S. h. pustulata (Voigt, 1831) — від південно-східної Нігерії і Камеруну до південного заходу ЦАР, сходу ДР Конго і північного заходу Анголи (Кабінда).

## Поширення і екологія
Чорноголові синьодзьоби мешкають в Сенегалі, Гамбії, Гвінеї-Бісау, Гвінеї, Сьєрра-Леоне, Ліберії, [Кот-д'Івуар]]і, Гані, Того, Беніні, Нігерії, Камеруні, Екваторіальній Гвінеї, Центральноафриканській Республіці, Габоні, Республіці Конго, Демократичній Республіці Конго і Анголі. Вони живуть в густих очеретяних і чагарникових заростях на берегах річок і боліт та в підліску тропічних лісів поблизу водойм. Зустрічаються поодинці або парами. 
Чорноголові синьодзьоби живляться переважно насінням трав, доповнюють свій раціон ягодами, плодами, іноді комахами та іншими дрібними безхребетними. Сезон розмноження припадає на другу половину сезону дощів. Самиці приваблюють самиць, стрибаючи перед нею і тримають при цьому в дзьобі травинку; самиці в цей час співають і демонструють готовністю до розмноження, присідаючи і рухаючи хвостом із сторони в сторону. Гніздо будується парою птахів з трави і рослинних волокон, встелюється мохом і пір'ям, розміщується в густих заростях. В кладці від 3 до 6 білуватих яєць. Інкубаційний період триває приблизно 2 тижні, насиджують та доглядають за пташенятами і самиці, і самці. Пташенята покидають гніздо через 3 тижні після вилуплення, однак залишаються разом з батьками ще деякий час.